# تونس الاشتراكية (صحيفة تونسية)
تونس الاشتراكية (Tunis Socialiste) هي صحيفة مسائية يومية تصدر باللغة الفرنسية تنشر في مدينة تونس، تونس. كانت تابعة للإتحاد التونسي للفرع الفرنسي للعمال الدولي. تأسست الصحيفة في مارس 1921، بعد أن انفصل الشيوعيون عن القسم الفرنسي من منظمة العمال الدولية وأخذوا منشور المستقبل الاجتماعي معهم. تألف فريق التحرير الأولي للصحيفة من الدكتور ألبرت كاتان وأندريه دوران أنغليفييل وجواكيم دوريل والزوجين فش. حملت الصحيفة الخط «أخوة الأعراق».